# 1861 في بوليفيا
فيما يلي قوائم الأحداث التي وقعت خلال عام 1861 في بوليفيا.

## سياسة

### انتهاء فترة المنصب
- 1 يناير – خوسيه ماريا ليناريس قائمة رؤساء بوليفيا.

## مواليد

### أكتوبر
- 5 أكتوبر – إسماعيل مونتيس

## وفيات

### أكتوبر
- 23 أكتوبر – خورخي كوردوفا (مواليد 1822) سياسي بوليفي.[1]
- 23 أكتوبر – خوسيه ماريا ليناريس (مواليد 1808) جندي بوليفي.[2]